# Estación de Massarrojos
Massarrojos es una estación de la línea 1 de Metrovalencia. Fue inaugurada el 8 de octubre de 1988 como estación de FGV. Se encuentra en la calle General Ibañez Alonso en Massarrojos.